# Стремсгодсет
«Стремсгодсет» (норв. Strømsgodset) — норвезький футбольний клуб із Драммена, заснований 1907 року. Виступає у найвищому дивізіоні Норвегії.

## Історія
Найбільших успіхів команда досягла наприкінці 1960-х — на початку 1970-х, на чолі з молодим нападником Стейнаром Петтерсеном: тоді «Стремсгодсет» всього за кілька років піднявся з четвертого в перший дивізіон, виграв чемпіонат 1970 року та кубок Норвегії 1969, 1970, 1973 років. Відтоді клуб лише двічі здобув кубок країни — 1991 та 2010 року. Команда 1960—1970-х була відомою як «Rødgata Boys» за назвою вулиці, де мешкали більшість футболістів.
1997 року «Стремсгодсет» провів один з найкращих сезонів останніх років, посівши 3-тє місце в чемпіонаті та пробившись до фіналу кубка. 2006 року клуб врятувала від банкрутства група інвесторів.

## Досягнення
Чемпіонат Норвегії
- Чемпіон: 1970, 2013

Кубок Норвегії
- Володар кубка: 1969, 1970, 1973, 1991, 2010
- Фіналіст: 1993, 1997, 2018

## Виступи в єврокубках
| Сезон   | Змагання                     | Раунд | Суперник            | Вдома        | На виїзді | Разом       |
| ------- | ---------------------------- | ----- | ------------------- | ------------ | --------- | ----------- |
| 1970–71 | Кубок володарів кубків       | 1Р    | Нант                | 0–5          | 3–2       | 3–7         |
| 1971–72 | Кубок Європейських чемпіонів | 1Р    | Арсенал             | 1–3          | 0–4       | 1–7         |
| 1973–74 | Кубок УЄФА                   | 1Р    | Лідс                | 1–1          | 1–6       | 2–7         |
| 1974–75 | Кубок володарів кубків       | 1Р    | Ліверпуль           | 0–1          | 0–11      | 0–12        |
| 1992–93 | Кубок володарів кубків       | КР    | Хапоель Петах-Тіква | 0–2          | 0–2       | 0–4         |
| 1998–99 | Кубок УЄФА                   | 2К    | Хапоель Тель-Авів   | 1–0          | 0–1       | 1–1(дод.ч.) |
| 1998–99 | Кубок УЄФА                   | 1Р    | Астон Вілла         | 0–3          | 2–3       | 2–6         |
| 2011–12 | Ліга Європи                  | 3К    | Атлетіко Мадрид     | 0–2          | 1–2       | 1–4         |
| 2013–14 | Ліга Європи                  | 2К    | Дебрецен            | 2–2          | 3–0       | 5–2         |
| 2013–14 | Ліга Європи                  | 3К    | Яблонець            | 1–3          | 1–2       | 2–5         |
| 2014–15 | Ліга чемпіонів               | 2К    | Стяуа               | 0–1          | 0–2       | 0–3         |
| 2015–16 | Ліга Європи                  | 1К    | Партизані           | 3–1          | 1–0       | 4–1         |
| 2015–16 | Ліга Європи                  | 2К    | Млада Болеслав      | 0–1          | 2–1       | 2–2         |
| 2015–16 | Ліга Європи                  | 3К    | Хайдук Спліт        | 0–2          | 0–2       | 0–4         |
| 2016–17 | Ліга Європи                  | 2К    | Сеннер'юск          | 2–2 (дод.ч.) | 1–2       | 3–4         |

Примітки
1. ↑  В сукупності двох матчів результат - 1–1. Стремсгодсет виграв 4–2 в серії пенальті.
2. ↑  Стремсгодсет пройшов далі по правилу гола, забитого на чужому полі.